# Wilhelm Friedemann Bach
Wilhelm Friedemann Bach (Weimar, 22 novembre 1710 – Berlino, 1º luglio 1784) è stato un compositore e organista tedesco, secondo figlio di Johann Sebastian Bach.

## Biografia
Soprannominato il Bach di Halle, primo figlio maschio di Johann Sebastian e da ultimo, maestro di cappella del principe di Assia-Darmstadt; nacque a Weimar nel 1710, apprese i principi della musica tanto sul clavicembalo, quanto sull'organo e fu istruito nell'arte della composizione dal suo illustre padre, mostrando, già di buon'ora che non era indegno di esserne il figlio. Proseguì i suoi studi nel 1725 con le lezioni che Graun, allora maestro di concerto a Merseburgo e in seguito a Berlino, gli diede sul violino. Si applicò, nello stesso tempo, alla scuola di San Tommaso, alle altre scienze con un eguale ardore e studiò la giurisprudenza e le scienze matematiche all'Università di Lipsia.
Nel 1733 fu chiamato a Dresda come organista della chiesa di Santa Sofia, continuandovi lo studio della matematica, sotto la guida del sapiente Walz, esercitandosi principalmente nell'algebra. Passò da lì, nel 1747, come direttore della musica ed organista, alla chiesa di Nostra signora di Halle, ma lasciò tale incarico nel 1767, dimorando per qualche tempo a Lipsia. Visse in seguito a Braunschweig dal 1771 e a Gottinga dal 1773, quindi si recò a Berlino, dove visse gli ultimi anni della sua vita, con il titolo di maestro di cappella ma senza impiego. Morì in estrema miseria il primo luglio 1784.

## Considerazioni sull'artista
Era, secondo il giudizio dei suoi contemporanei, l'organista più profondo, il fughista, il più sapiente musicista di tutta la Germania, e, insieme, un matematico molto stimato. Meraviglia, quindi, il fatto che un sì gran virtuoso, malgrado la sua arte e il suo sapere, abbia avuto tanta poca fortuna nel piazzare le proprie opere e che sia stato costretto, negli ultimi diciassette anni della sua vita, a vivere, senza impiego, del soccorso datogli dagli amici. Uno dei corrispondenti di Forkel ci ha dato, in verità, una ragione che sembrerebbe molto valida per tutto ciò, nell'almanacco della musica dell'anno 1784, citando la frase di Lessing «Il virtuoso non deve aspettarsi né onore né profitto, quando ha oltrepassato il punto in cui il merito comincia a confondersi ed oscurarsi agli occhi della moltitudine». Ma qualunque cosa sia accaduta in questo caso, occorre far notare che quando si trattava di invocare il soccorso del pubblico per la pubblicazione delle sue opere, lo stesso musicista era il primo nemico di se stesso. Il suo carattere ombroso gli impediva di attirarsi la benevolenza dei contemporanei.

## Opere
- Sinfonie

1. Sinfonia in do magg per archi F 63
2. Sinfonia in re min per orchestra F 64
3. Sinfonia in re min per orchestra F 65
4. Sinfonia in fa magg per archi F 67
5. Sinfonia in sol maggiore per orchestra F 68
6. Sinfonia in sol maggiore per archi F 69
7. Sinfonia in la magg per orchestra F 70
8. Sinfonia in si bem magg per archi F 71
9. Sinfonia in re min per archi e b. c. F66 (ricercata) rielaborazione di due fughe perdute, ad opera di un compositore sconosciuto

- Concerti

1. Concerto in la min F 45 (Lipsia 1733)
2. Concerto in re magg F 41 (Dresda 1746)
3. Concerto in fa magg
4. Concerto in mi bem magg F 42
5. Concerto in mi min F 43
6. Concerto in mi bem magg per 2 clav e orch F 46
7. Concerto in sol magg per clav solo F 40